# 消波塊

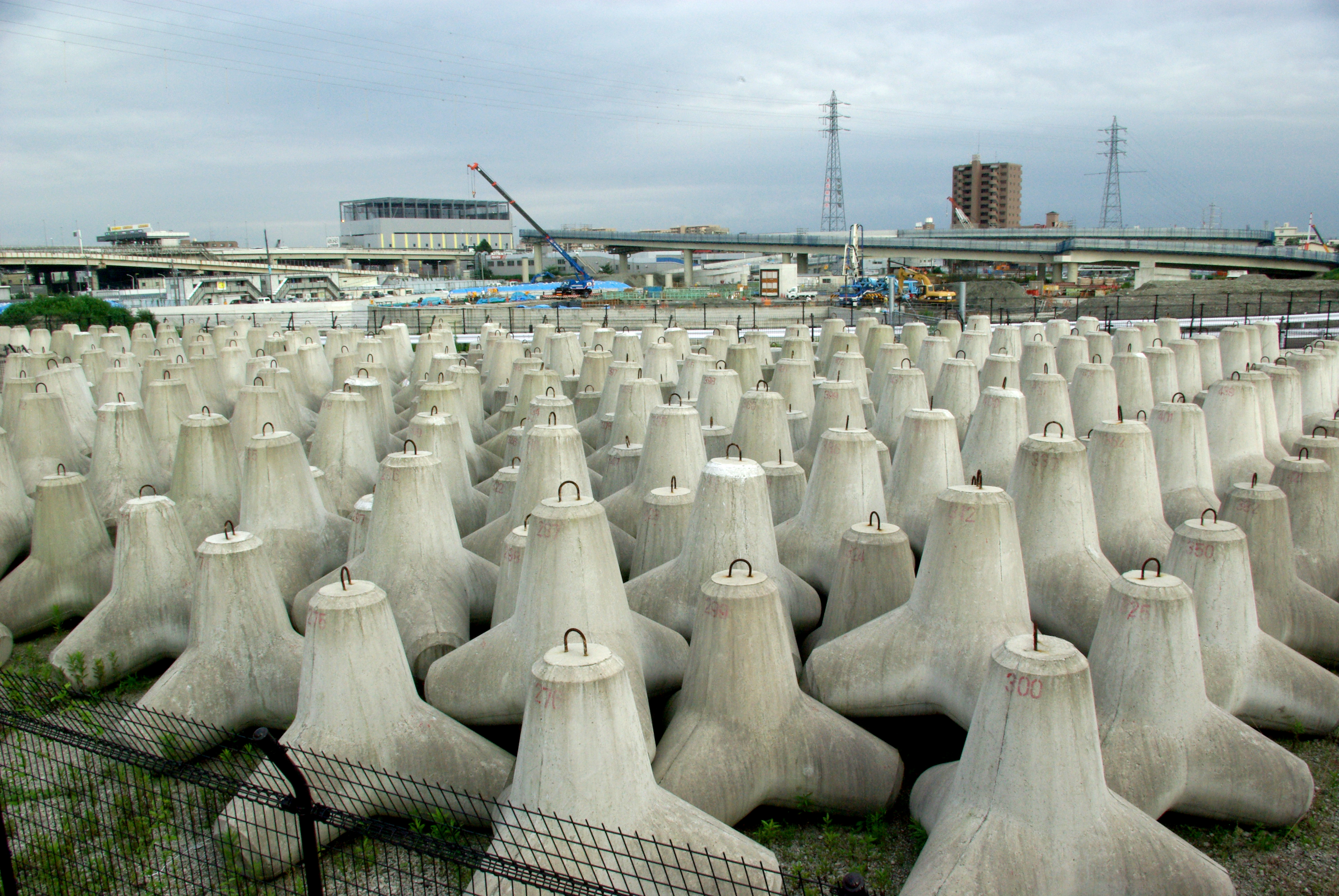
消波塊儲存場

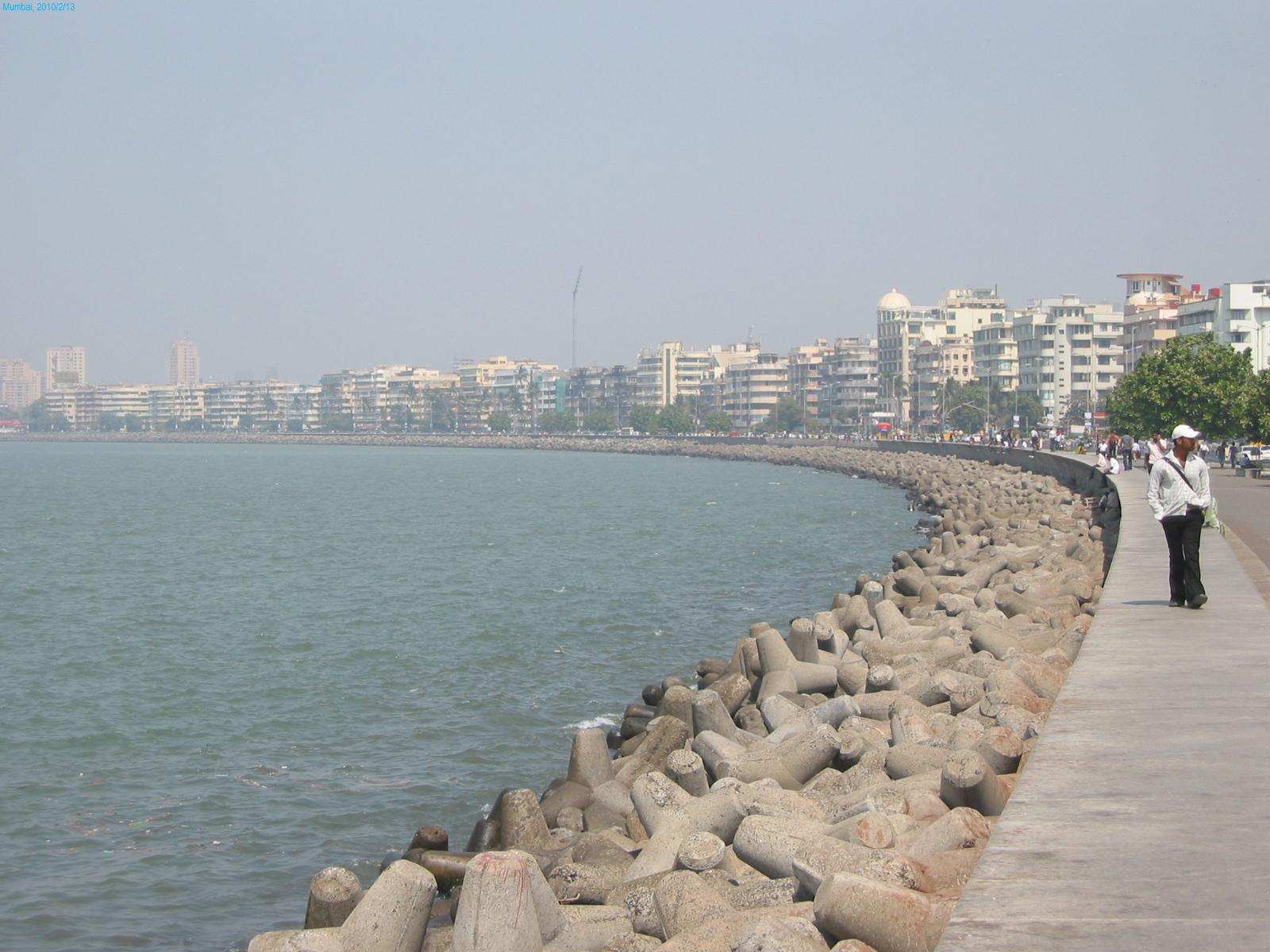
孟買海邊的消波塊

消波塊（英語：Tetrapod）又稱為防護塊或弱波石（英語：dolosse），是在海岸或堤岸放置的大型水泥塊，用來吸收海浪或大水拍打的衝擊以保護海岸或河堤，常見的外形有點類似正四面體，是由中心點有水泥塊往四個方向伸展，分別對應正四面體的頂點。消波塊在臺灣網路社群又被稱為中部粽（具體原因請詳見#流行文化章節）。
消波塊最早是1950年由法國人發展出來，當專利保護期結束後，便大量普及到全世界。
二次大戰中的北非戰線上，法軍用防護塊阻擋德軍坦克前進。戰後清理戰場，將此種塊體拋在卡薩布蘭卡防波堤周圍，以替代護堤方塊。本為廢物利用，不料其消波效果甚佳。隨即由Sogreach水工試驗所研究證明其確有消波作用，安定性良好，於是取得世界性專利。此為異形消波塊的鼻祖，此後各種形式的消波塊相繼推出，各自詡其性能。

## 流行文化

### 台湾

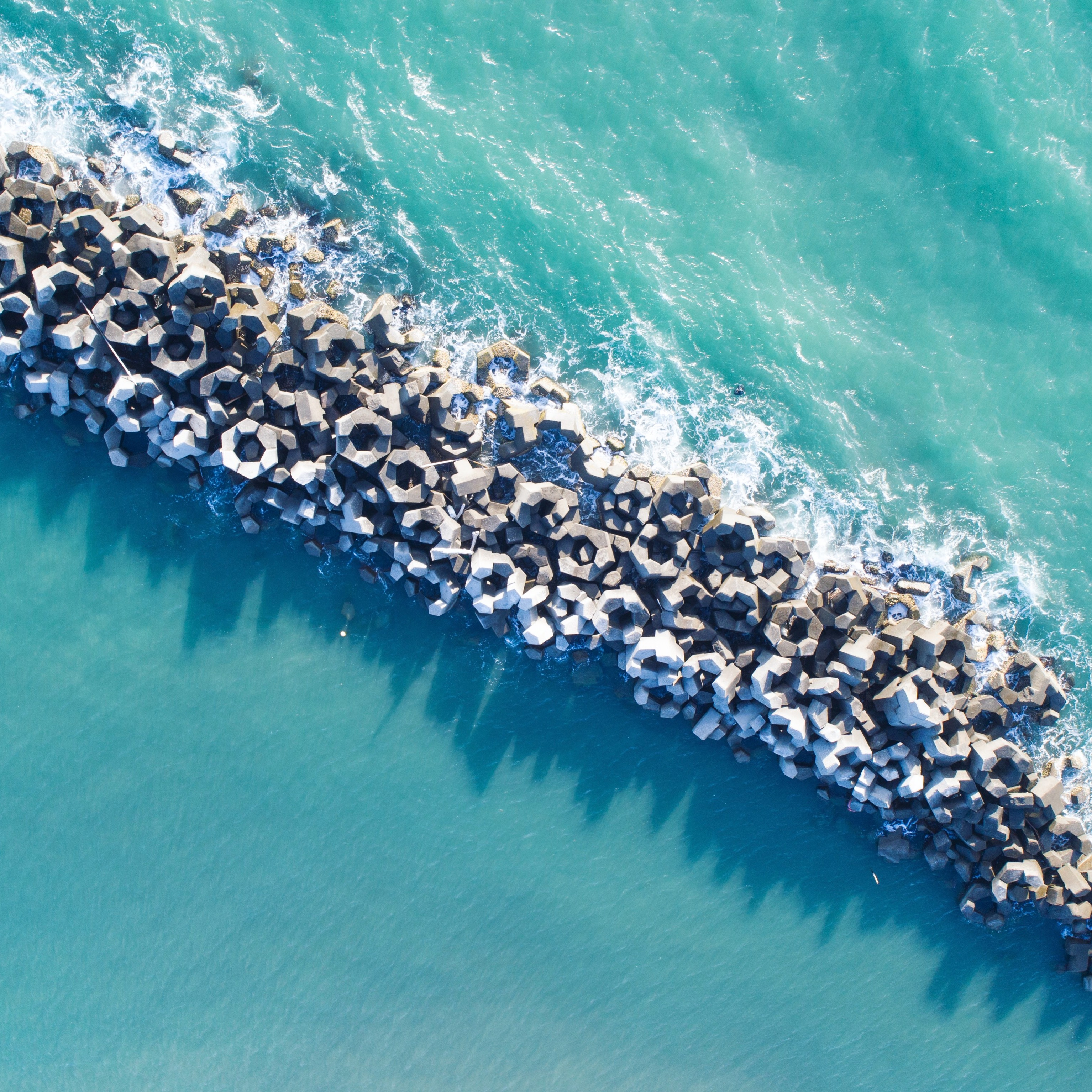
位於台灣台南市七股區國聖燈塔附近的海上消波塊

在臺灣，消波塊因形似肉粽，在台語被稱為「肉粽角」。而做為流行語，消波塊被戲稱為「中部粽」（與北部蒸粽與南部水煮粽對應），意指「不要去招惹不該惹的人，不然會被抓去做成消波塊」，跟日本昭和時代的都市傳說「若是招惹黑道，腳底會被灌入水泥後被丟進東京灣餵魚」類似。此種戲稱，係源自網路論壇上關於在臺中海線具有勢力、曾任立法委員的顏清標的都市傳說：臺中某角頭曾打傷顏清標的二兒子，後來這位角頭人間蒸發，被發現時已成消波塊。此戲稱被臺灣網友運用的同時，也揶揄顏清標有著黑道背景。接續家族香火當選立法委員的顏清標長子顏寬恒，透過媒體知悉此事後，原本不能接受，但後來發現這是自己與年輕人的共同語言，還逆向操作推出相關創意產品。
另因消波塊總是位於最近海岸線的位置排列，又被臺灣網友們戲稱若被封入消波塊棄屍，則如同住到「海景第一排」。該詞原為房地產廣告常用廣告詞。衍生用法還有「聽 海哭的聲音」，該句原為歌手張惠妹名曲《聽海》的歌詞。
但是日本黑道人士表示，使用消波塊是業餘手法，因為屍體腐爛後會產生氣體，進而讓水泥塊產生裂痕，就會讓屍骨暴露而被發現；與瀝青工廠合作，將屍體丟入3000度的高溫瀝青內可以毀屍滅跡。

## 外部連結
- Lagasse, P.F. . Washington, D.C.: Transportation Research Board. 2007  [2016-10-20]. ISBN 0-309-09909-9. （原始内容存档于2013-11-05）.
- Hesse, Stephen. . Don't You Just Love 'Em ... Tetrapods. The Japan Times.   [13 May 2011]. （原始内容存档于2011-09-03）.
- Zimmerman, ed. by Claus.  Online-Ausg. Dordrecht: Springer. 2005  [2016-10-20]. ISBN 978-1-4020-3299-8. （原始内容存档于2013-11-01）.
- Wijers-HasegawaHesse, Yumi. . The Japan Times.   [2016-10-20]. （原始内容存档于2011-06-06）.
- Hesse, Stephen. . The Asia-Pacific Journal: Japan Focus.   [2016-10-20]. （原始内容存档于2015-04-03）.
- 豆瓣 消波块同好会小组 （页面存档备份，存于）